# Магнитная левитация
Магнитная левитация — технология, метод подъёма объекта с помощью одного только магнитного поля. Магнитное давление используется для компенсации ускорения свободного падения или любых других ускорений.
Теорема Ирншоу утверждает, что, используя только ферромагнетики, невозможно устойчиво удерживать объект в гравитационном поле. Несмотря на это, с помощью сервомеханизмов, диамагнетиков, сверхпроводников и систем с вихревыми токами левитация возможна.
В некоторых случаях подъёмная сила обеспечивается магнитной левитацией, но при этом есть механическая поддержка, дающая устойчивость. В этих случаях явление называется псевдолевитация.
Магнитная левитация используется в маглевах, магнитных подшипниках и показе продукции.

## Способы реализации магнитной левитации
1. С использованием постоянного магнита
2. С использованием электромагнита
3. С использованием сверхпроводящего магнита[1]

## Основные типы магнитной левитации
1. При помощи электромагнитных систем
2. При помощи электродинамических систем[1]

## Подъёмная сила
Магнитные материалы и системы способны притягивать или отталкивать друг друга  с силой, зависящей от магнитного поля и поверхности магнита. Из этого следует, что может быть определено магнитное давление.
Магнитное давление магнитного поля сверхпроводника подсчитывается по формуле:
{\displaystyle P_{mag}={\frac {B^{2}}{2\mu _{0}}}}
где {\displaystyle P_{mag}} — сила на единицу площади поверхности в Паскалях, {\displaystyle B} — магнитная индукция над сверхпроводником в Теслах, и {\displaystyle \mu _{0}} = 4π×10−7 Н·А−2 — магнитная проницаемость вакуума.

## Устойчивость

### Статическая
Статическая устойчивость значит, что любое смещение из состояния равновесия заставляет равнодействующую силу выталкивать объект обратно в состояние равновесия.
Теорема Ирншоу окончательно доказала, что невозможно левитировать объект, используя только статичные макроскопические магнитные поля. Силы, действующие на любой парамагнетик в любой комбинации с гравитационными, электростатическими, и магнитостатическими сделают положение объекта в лучшем случае неустойчивым относительно одной оси и это может дать неустойчивое равновесие относительно всех осей. Тем не менее, существует несколько возможностей сделать левитацию реальной, на примере использования электронной стабилизации или диамагнетиков (так как Магнитная проницаемость меньше) может быть показано, что диамагнитные материалы устойчивы относительно как минимум одной оси и могут быть устойчивы относительно всех осей. Проводники имеют относительную проницаемость к переменным магнитным полям последнего, так что некоторые конфигурации, использующие магниты, работающие на переменном токе, устойчивы сами по себе.

### Динамическая
Динамическая устойчивость проявляется в случаях, когда левитирующая система способна подавить любое возможное виброобразное движение.
Магнитные поля являются консервативными силами и поэтому в принципе не могут иметь встроенный способ подавления. Фактически, многие схемы левитации имеют недостаточное подавление. Таким образом, вибрации могут существовать и вывести объект за пределы зоны равновесия.
Подавление движения осуществляется несколькими способами:
- внешнее механическое подавление, например лобовое сопротивление
- использование вихревых токов (влияние на проводник полем)
- инерционный демпфер в левитируемом объекте
- электромагниты, управляемые посредством электроники

## Использование

### Транспорт с магнитной левитацией
Маглев, или магнитная левитация, — это способ транспортировки, который подвешивает, направляет и приводит в движение транспорт, в основном поезда, используя магнитную левитацию. Данный способ быстрее и тише, чем в случае использования колеса.
Максимальная скорость маглева была зафиксирована в Японии в 2003 и составила 581 км/ч, что на 6 км/ч быстрее, чем рекорд TGV.
На начало 2017 года единственным в мире поездом на магнитной подушке, находящимся в коммерческой эксплуатации, является шанхайский маглев.

### Магнитные подшипники
- Магнитные подшипники
- Маховики
- Центрифуги